# Antonio Cordero
Ne doit pas être confondu avec António Cordeiro.
Pour les articles homonymes, voir Cordero.
Cordero  Campillo est un nom espagnol. Le premier nom de famille, en général paternel, est Cordero ; le second, en général maternel, souvent omis, est Campillo.
Antonio José Cordero Campillo, parfois surnommé Antoñito, né le 14 novembre 2006 à Jerez de la Frontera en Espagne, est un footballeur espagnol qui joue au poste d'ailier droit au KVC Westerlo, en prêt de Newcastle United.

## Biographie

### Carrière en club
Cordero commence le football au Jerez Alternativa en 2012, puis rejoint le Xerez Balompié en 2014. Il intègre ensuite les académies du Cádiz CF, du FC Séville et du Real Betis Balompié, avant de rejoindre le centre de formation du Málaga CF en 2021. Il y signe un contrat professionnel le 17 novembre 2022, avant même sa première apparition senior.
Lors de la saison 2023-2024, il alterne entre l'Atlético Malagueño, l'équipe réserve de Málaga, et l'équipe première, dont il devient le quatrième plus jeune joueur de l'histoire du club. Le 22 juin 2024, il remplace David Ferreiro sur le terrain du Gimnàstic de Tarragone en finale des play-offs de promotion ; il marque alors son premier but avec l'équipe première, but décisif qui assure la montée de l'équipe en Segunda División.
En août 2024, il fait ses débuts en Segunda División avec Málaga, lors d'un match nul 2-2 contre le Racing Club de Ferrol dont il marque un des deux buts de son équipe. Durant cette saison 2024-2025, il devient un élément clé de l'équipe, ce qui lui vaut d'être pisté par les géants du football espagnol que sont le FC Barcelone et le Real Madrid,.
Il rejoint finalement à la fin de son contrat le club anglais de Newcastle United en juin 2025.

### En sélection
Antoñito est sélectionné dès 2024 en équipe d'Espagne des moins de 19 ans.

## Palmarès

### En sélections nationales
Espagne -19 ans
- Championnat d'Europe
  - Finaliste en 2025